# زوینگل (آیووا)
زوینگل (به انگلیسی: Zwingle) شهری در ایالت آیووا کشور ایالات متحده آمریکا است که جمعیت آن در سرشماری سال ۲۰۱۰ میلادی، ۹۱ نفر بوده‌است.